# Transcendantalisme (États-Unis)
Pour les articles homonymes, voir Transcendantalisme.

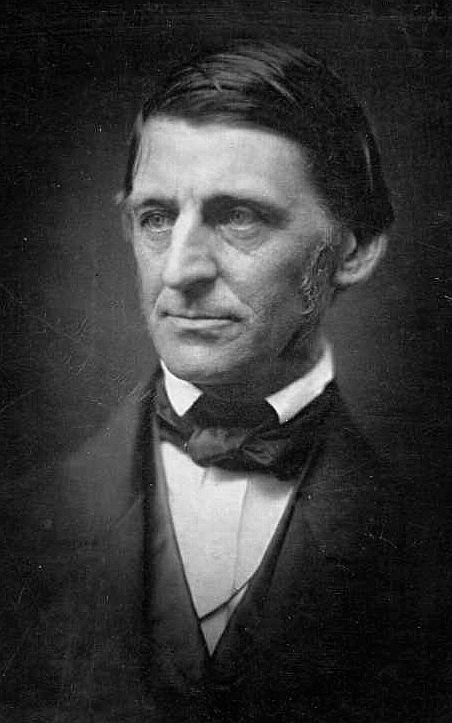
Ralph Waldo Emerson.

Le transcendantalisme est un mouvement littéraire, spirituel, culturel et philosophique qui a émergé aux États-Unis, plus particulièrement dans la Nouvelle-Angleterre, durant la première moitié du XIXe siècle. Une des croyances fondamentales des transcendantalistes est la bonté inhérente des humains et de la nature. Ils croient aussi que la société et ses institutions — particulièrement les institutions religieuses et les partis politiques — corrompent la pureté de l'humain, et qu'une véritable communauté ne peut être formée qu'à partir d'individus autonomes et indépendants.

## Origine

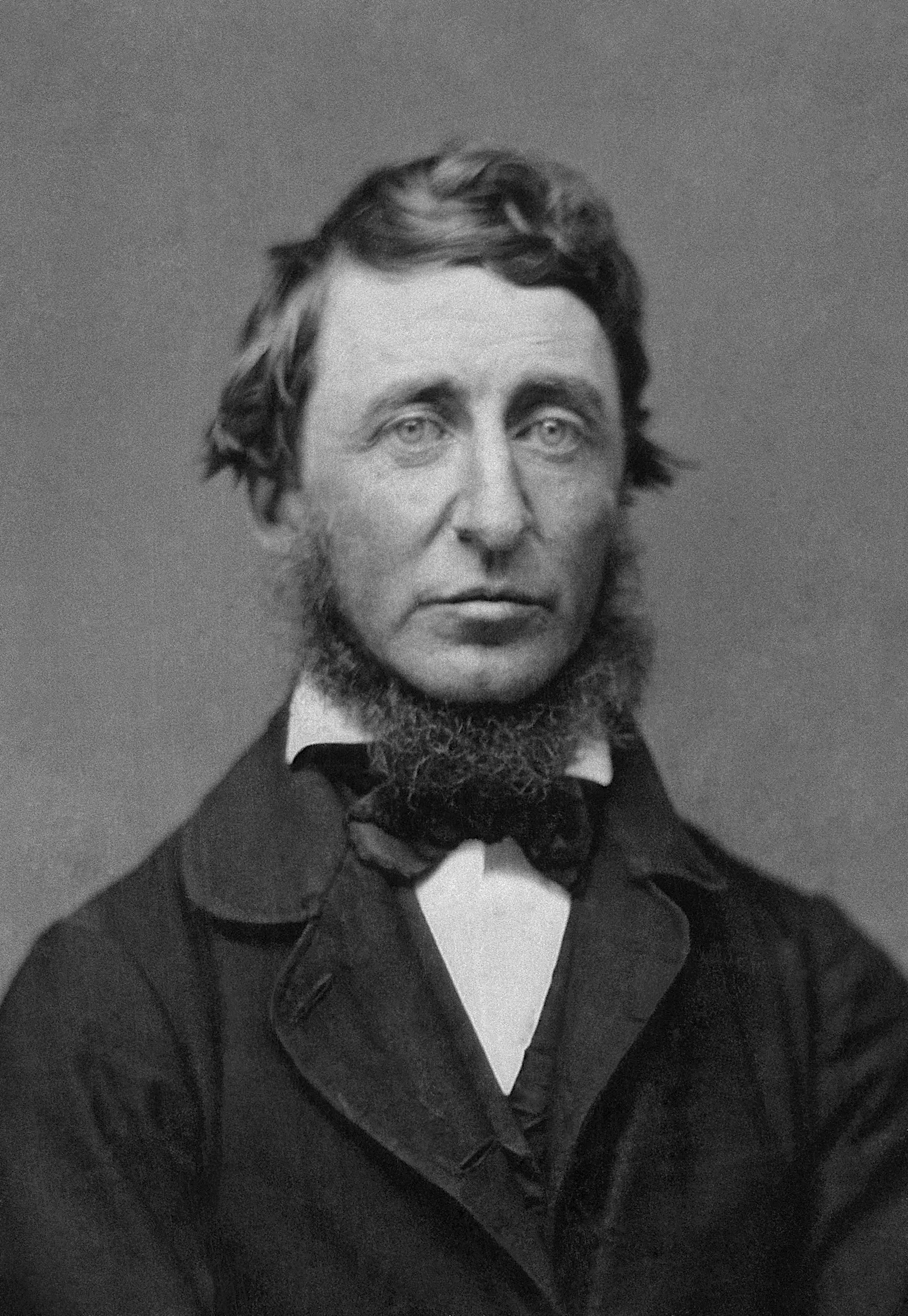
Henry David Thoreau.

Le mouvement a démarré avec la création du Transcendental Club à Cambridge (Massachusetts) le 8 septembre 1836 par quelques intellectuels réputés, notamment Henry David Thoreau, Ralph Waldo Emerson, Margaret Fuller, Theodore Parker, et Frederick Henry Hedge (en). L'ouverture de ce club intervenait en réaction à l'état général de la culture et de la société de l'époque, et plus particulièrement comme une protestation contre la position majoritaire des intellectuels de Harvard et contre la doctrine de l'église unitarienne enseignée à la faculté de théologie d'Harvard,,,.

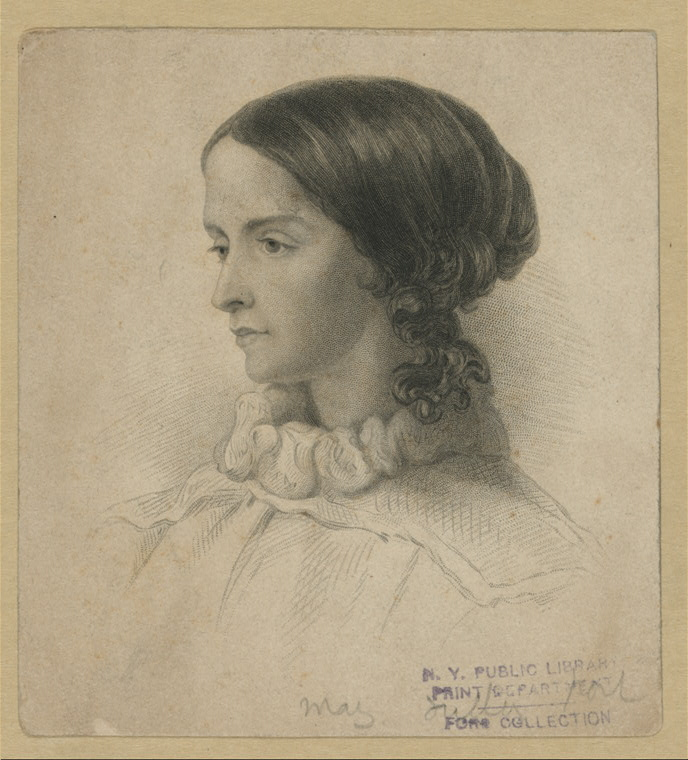
Margaret Fuller.

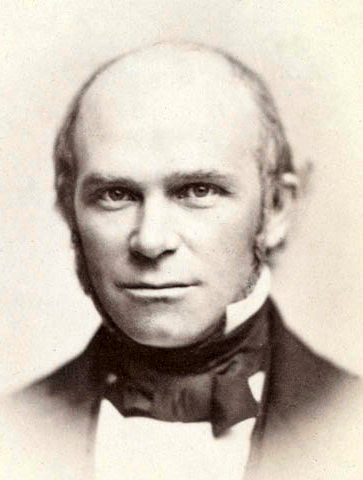
Theodore Parker.

Le mouvement transcendantaliste trouve ses racines dans la doctrine transcendantale d'Emmanuel Kant, et plus généralement dans l'idéalisme allemand, qui furent adoptés comme alternatives à l'empirisme et au sensualisme, de Locke particulièrement, prônés par leurs pères et par l'église unitarienne. Les transcendantalistes voulaient fonder leur religion et leur philosophie sur des principes transcendantaux, qui reposent sur l'essence spirituelle et mentale de l'être, sans dépendre des sens ni se modifier par l'expérience des sensations. Selon Kant, tout savoir est transcendantal s'il dépend non des objets mais de notre manière d'appréhender les objets. Les transcendantalistes ignoraient à peu près tout de la philosophie allemande et s'appuyaient sur cette question, en deuxième main, sur les travaux et écrits de Thomas Carlyle, de Samuel Taylor Coleridge, de Victor Cousin ou de Madame de Staël. Ils étaient en revanche très familiers des romantiques anglais et on peut considérer à ce titre le mouvement transcendantaliste comme un romantisme tardif et américain. Il faut enfin mentionner l'influence du spiritualisme mystique d'Emmanuel Swedenborg.

## Influences
La publication en 1836 de l'essai d'Emerson, Nature, est habituellement considérée comme un tournant à partir duquel le mouvement transcendantaliste devient un mouvement culturel majeur, à la hauteur de l'ambition de l'écrivain : « C'est sur nos propres pieds que nous marcherons, c'est avec nos propres mains que nous travaillerons, ce sont nos propres idées que nous exprimerons… Une nation d'hommes existera pour la première fois, parce que chacun se croit inspiré par l'âme divine, qui inspire aussi tous les hommes ». L'essai se termine par un appel à une révolution de la conscience humaine à partir de la nouvelle philosophie idéaliste.
Henry David Thoreau, Margaret Fuller, Orestes Brownson, Bronson Alcott et Theodore Parker, Jones Very sont les autres grandes figures du transcendentalisme américain. L'essai d'Emerson intitulé Friendship (L'Amitié), qui est le sixième essai de la First Series, publié en 1841, donne la conception emersonienne de l'amitié, telle qu'il voulait qu'elle structure le cercle transcendantaliste. Dans cet essai, il souligne notamment la nécessité de ne pas trop voir en personne ses amis, mais d'entretenir des relations épistolaires avec eux, de manière à permettre à la meilleure partie de leur personne (leur intelligence) de s'exprimer, et à la partie accidentelle de leur personne (leurs faiblesses humaines) de s'estomper.
Dans le poème de l'Américain Walt Whitman intitulé Song of Myself (1881), la théorie du transcendantalisme est évoquée dans la toute première section.
Les transcendantalistes ont été fortement influencés par les philosophies orientales (bouddhisme, hindouisme, taoïsme) et grecques (notamment Pythagore et les néoplatoniciens). Henry David Thoreau avait la Bhagavad-Gita comme livre de chevet et Ralph Waldo Emerson considérait le transcendentalisme comme lié, entre autres, au bouddhisme. Leurs utopies (nature, pacifisme, végétarisme…) influenceront la beat generation dans les années 1950, puis les hippies dans les années 1960.
Le philosophe américain Stanley Cavell (1926-2018) redonne vigueur aux thèmes transcendantalistes, non seulement dans sa lecture de Thoreau et d'Emerson, dont il restitue la pertinence philosophique, mais aussi dans toute une dimension de la vie morale et politique qu'il appelle le perfectionnisme et qu'il voit à l'œuvre également dans la philosophie continentale. Le transcendantalisme issu d'une interprétation du romantisme allemand et anglais s'accompagnerait-il dans cette version d'un retour de la philosophie à ses sources littéraires ?

## Critiques
Dans son roman Valjoie (The Blithedale Romance), Nathaniel Hawthorne offre une satire du mouvement transcendantaliste, fondée sur sa courte expérience d'une communauté utopiste, à Brook Farm, appliquant les principes transcendantaux. L'écrivain Edgar Allan Poe fait plusieurs fois référence au mouvement pour s'en moquer au sein de ses nouvelles comme How to Write a Blackwood Article et Never Bet the Devil Your Head (en) dans son recueil de nouvelles « Comedies and satires »,.

## Pour approfondir

#### Notices dans des encyclopédies et manuels de références
- (en-US) Alfred Bendixen (dir.), The Continuum Encyclopedia of American Literature, New York, Continuum, 2003, 1336 p. (ISBN 9780826415172, OCLC 71247982, lire en ligne), p. 819, 855, 858, 869,
- (en-US) George Thomas Kurian (dir.) et Mark A. Lamport (dir.), Encyclopedia of Christianity in the United States, vol. 5 : S-Z, Lanham, Maryland, Rowman & Littlefield, 2016, 2781 p. (ISBN 9781442244313, OCLC 954134417, lire en ligne), p. 2323-2325,

#### Essais et biographies
- (en-US) Simon Myron (dir.) et Thornton H. Parsons (dir.), Transcendentalism and Its Legacy, Ann Arbor, Michigan, University of Michigan Press (réimpr. 1967, 1969) (1re éd. 1966), 248 p. (ISBN 9780472048526, OCLC 1151428750, lire en ligne),
- (en-US) Donald Nelson Koster, Transcendentalism in America, Boston, Massachusetts, Twayne Publishers, coll. « Twayne's World Leaders Series » (no 46), 1976, 152 p. (ISBN 9780805737271, OCLC 1245907541, lire en ligne),
- (en-US) Paula Blanchard, Margaret Fuller : From Transcendentalism to Revolution, New York, Delta / S. Lawrence, coll. « Radcliffe Biography Series » (réimpr. 1987) (1re éd. 1978), 404 p. (ISBN 9780440562429, OCLC 1036683593, lire en ligne),
- (en-US) Alfred Rosa, Salem, Transcendentalism, and Hawthorne, Rutherford, New Jersey, Fairleigh Dickinson University Press, 1980, 192 p. (ISBN 9780838621592, OCLC 4884667, lire en ligne),
- (en-US) Philip F. Gura (dir.) et Joel Myerson (dir.), Critical Essays on American Transcendentalism, Boston, Massachusetts, G.K. Hall, coll. « Critical Essays on American Literature », 1982, 704 p. (ISBN 9780816184668, OCLC 1148589953, lire en ligne),
- (en-US) Arthur Versluis, American Transcendentalism and Asian Religions, New York, Oxford University Press, USA, coll. « Religion in America » (réimpr. 2023) (1re éd. 1993), 376 p. (ISBN 9780195076585, OCLC 567928161, lire en ligne),
- (en-US) Mohammad A. Quayum, Saul Bellow and American Transcendentalism, New York, Peter Lang Inc., coll. « Twentieth century American Jewish Writers » (no 7), 2004, 308 p. (ISBN 9780820436524, OCLC 57705275, lire en ligne),
- (en-US) David M. Robinson, Natural Life : Thoreau's Worldly Transcendentalism, Ithaca, État de New York, Cornell University Press, 2004, 264 p. (ISBN 9780801443138, OCLC 1150845043, lire en ligne),
- (en-US) Tiffany K. Wayne, Woman Thinking : Feminism and Transcendentalism in Nineteenth-Century America, Lanham, Maryland, Lexington Books (réimpr. 2008) (1re éd. 2005), 182 p. (ISBN 9780739107591, OCLC 1409181792, lire en ligne),
- (en-US) Jerry Phillips (dir.), Romanticism And Transcendentalism : (1800-1860), New York, Facts On File, Inc., coll. « Backgrounds to American Literature » (réimpr. 2010) (1re éd. 2005), 104 p. (ISBN 9780816056682, OCLC 423074661, lire en ligne),
- (en-US) Tiffany Wayne (dir.), Encyclopedia Of Transcendentalism, New York, Facts On File (réimpr. 2008) (1re éd. 2006), 392 p. (ISBN 9780816056262, OCLC 234233938, lire en ligne),
- (en-US) Philip F. Gura, American Transcendentalism : A History, New York, Hill and Wang, 2007, 400 p. (ISBN 9780809034772, OCLC 1085906287, lire en ligne),

#### Articles anglophones

##### Années 1840-1919
- John I. Flournoy, « Transcendentalism », The Advocate of Peace and Universal Brotherhood, vol. 1, no 10,‎ octobre 1846, p. 233-235 (3 pages) (lire en ligne ),
- Albert Schinz, « French Origins of American Transcendentalism », The American Journal of Psychology, vol. 29, no 1,‎ janvier 1918, p. 50-65 (16 pages) (lire en ligne ),
- Woodbridge Riley, « Two Types of Transcendentalism in America », The Journal of Philosophy, Psychology and Scientific Methods, vol. 15, no 11,‎ 23 mai 1918, p. 281-292 (12 pages) (lire en ligne ),
- Régis Michaud, « Emerson's Transcendentalism », The American Journal of Psychology, vol. 30, no 1,‎ janvier 1919, p. 73-82 (10 pages) (lire en ligne ),

##### Années 1920-1959
- S. F. Gingerich, « From Necessity to Transcendentalism in Coleridge », PMLA, vol. 35, no 1,‎ 1920, p. 1-59 (59 pages) (lire en ligne ),
- Melvin Rader, « The Transcendentalism of William Wordsworth », Modern Philology, vol. 26, no 2,‎ novembre 1928, p. 169-190 (22 pages) (lire en ligne ),
- Leon Howard, « For a Critique of Whitman's Transcendentalism », Modern Language Notes, vol. 47, no 2,‎ février 1932, p. 79-85 (7 pages) (lire en ligne ),
- C. H. Faust, « The Background of the Unitarian Opposition to Transcendentalism », Modern Philology, vol. 35, no 3,‎ février 1938, p. 297-324 (28 pages) (lire en ligne ),
- Philip Judd Brockway, « Sylvester Judd: Novelist of Transcendentalism », The New England Quarterly, vol. 13, no 4,‎ décembre 1940, p. 654-677 (24 pages) (lire en ligne ),
- Stewart W. Holmes, « Phineas Parkhurst Quimby: Scientist of Transcendentalism », The New England Quarterly, vol. 17, no 3,‎ septembre 1944, p. 356-380 (25 pages) (lire en ligne ),

##### Années 1960-1979
- Robert Detweiler, « Emerson and Zen », American Quarterly, vol. 14, no 3,‎ automne 1962, p. 422-438 (17 pages) (lire en ligne ),
- William R. Hutchison, « To Heaven in a Swing: The Transcendentalism of Cyrus Bartol », The Harvard Theological Review, vol. 59, no 4,‎ octobre 1963, p. 275-295 (21 pages) (lire en ligne ),
- Michael J. Hoffman, « The Anti-Transcendentalism of "Moby-Dick" », The Georgia Review, vol. 23, no 1,‎ printemps 1969, p. 3-16 (14 pages) (lire en ligne ),
- William E. Bridges, « Transcendentalism and Psychotherapy: Another Look at Emerson », American Literature, vol. 41, no 2,‎ mai 1969, p. 157-177 (21 pages) (lire en ligne ),
- Robert Clemmer, « Historical Transcendentalism in Pennsylvania », Journal of the History of Ideas, vol. 30, no 4,‎ octobre - décembre 1969, p. 579-592 (14 pages) (lire en ligne ),
- Alfred F. Rosa, « Charles Ives: Music, Transcendentalism, and Politics », The New England Quarterly, vol. 44, no 3,‎ septembre 1971, p. 433-443 (11 pages) (lire en ligne ),
- Harold Bloom, « The New Transcendentalism: The Visionary Strain in Merwin, Ashbery, and Ammons », Chicago Review, vol. 24, no 3,‎ hiver 1972, p. 25-43 (19 pages) (lire en ligne ),
- Martin Schiff, « Neo-Transcendentalism in the New Left Counter-Culture: A Vision of the Future Looking Back », Comparative Studies in Society and History, vol. 15, no 2,‎ mars 1973, p. 130-142 (13 pages) (lire en ligne ),
- John A. Hodgson, « Wordsworth's Dialectical Transcendentalism, 1798: "Tintern Abbey" », Criticism, vol. 18, no 4,‎ 1976, p. 367-380 (14 pages) (lire en ligne ),
- J. David Greenstone, « Dorothea Dix and Jane Addams: From Transcendentalism to Pragmatism in American Social Reform », Social Service Review, vol. 53, no 4,‎ décembre 1979, p. 527-559 (33 pages) (lire en ligne ),

##### Années 1980-1999
- Mark D. Nelson, « Beyond Mimesis: Transcendentalism and Processes of Analogy in Charles Ives' "The Fourth of July" », Perspectives of New Music, vol. 22, nos 1/2,‎ 1983-1984, p. 353-384 (32 pages) (lire en ligne ),
- Robert A. Gross, « Transcendentalism and Urbanism: Concord, Boston, and the Wider World », Journal of American Studies, vol. 18, no 3,‎ décembre 1984, p. 361-381 (21 pages) (lire en ligne ),
- Wesley T. Mott, « From Natural Religion to Transcendentalism: An Edition of Emerson's Sermon No. 43 », Studies in the American Renaissance,‎ 1985, p. 1-27 (28 pages) (lire en ligne ),
- David R. Williams, « The Wilderness Rapture of Mary Moody Emerson: One Calvinist Link to Transcendentalism », Studies in the American Renaissance,‎ 1986, p. 1-16 (16 pages) (lire en ligne ),
- Helge N. Nilsen, « Saul Bellow and Transcendentalism », CLA Journal, vol. 30, no 3,‎ mars 1987, p. 307-327 (21 pages) (lire en ligne ),
- Rob Wilson, « Sculling to the Over-Soul: Louis Simpson, American Transcendentalism, and Thomas Eakins's "Max Schmitt in a Single Scull" », American Quarterly, vol. 39, no 3,‎ automne 1987, p. 410-430 (21 pages) (lire en ligne ),
- Stephen L. White, « Transcendentalism and Its Discontents », Philosophical Topics, vol. 17, no 1,‎ printemps 1989, p. 231-261 (31 pages) (lire en ligne ),
- Scott Harshbarger, « Transatlantic Transcendentalism: The Wordsworth-Peabody-Hawthorne Connection », The Wordsworth Circle, vol. 21, no 3,‎ été 1990, p. 123-126 (4 pages) (lire en ligne ),
- Richard Toby Widdicombe, « Hawthorne's "Celestial Rail-road" and Transcendentalism: Apologia or Caricature? », Nathaniel Hawthorne Review, vol. 17, no 2,‎ 1991, p. 5-9 (5 pages) (lire en ligne ),
- Stephen Morris, « Beyond Christianity: Transcendentalism and Zen », The Eastern Buddhist, New Series, vol. 24, no 2,‎ automne 1991, p. 33-68 (36 pages) (lire en ligne ),
- D. Wyatt Aiken, « Essence and Existence, Transcendentalism and Phenomenalism: Aristotle's Answers to the Questions of Ontology », The Review of Metaphysics, vol. 45, no 1,‎ septembre 1991, p. 29-55 (27 pages) (lire en ligne ),
- Ian Marshall, « Transcendentalism on the Appalachian Trail », The Thoreau Society Bulletin, no 201,‎ automne 1992, p. 5-7 (3 pages) (lire en ligne ),
- Michael Hobbs, « Mark Twain's Infernal Transcendentalism: The Lake Episodes in "Roughing It" », American Literary Realism, 1870-1910, vol. 26, no 1,‎ 1993, p. 13-25 (13 pages) (lire en ligne ),
- Robert A. Gross, « young Men and Women of Fairest promise: Transcendentalism in Concord », The Concord Saunterer, New Series, vol. 2, no 1,‎ 1994, p. 4-18 (15 pages) (lire en ligne ),
- Avrum Stroll, « Transcendentalism or Naturalism: The Only Alternatives? », Dialectica, vol. 49, nos 2/4,‎ 1995, p. 95-111 (17 pages) (lire en ligne ),
- Valentin Muresan, « Transcendentalisme, Nomicity and Modal Thought », Theoria, vol. 11, no 27,‎ septembre 1996, p. 49-59 (11 pages) (lire en ligne ),
- John Skorupski, « Logical Grammar, Transcendentalism, and Normativity », Philosophical Topics, vol. 25, no 2,‎ 1997, p. 189-211 (23 pages) (lire en ligne ),

##### Années 2000-2009
- Naomi Uechi, « Emersonian Transcendentalism in Frank Lloyd Wright's Unity Temple », Interdisciplinary Studies in Literature and Environment, vol. 7, no 2,‎ été 2000, p. 95-113 (19 pages) (lire en ligne ),
- Tony Whedon, « Transcendentalism », The Iowa Review, vol. 32, no 2,‎ 2002, p. 77-81 (5 pages) (lire en ligne ),
- Ashton D. Howley, « Squaring the Self: Versions of Transcendentalism in "The Enormous Room" », Spring, New Series,, no 11,‎ octobre 2002, p. 145-158 (14 pages) (lire en ligne ),
- David M. Robinson, « Emerson: Religion after Transcendentalism », The Concord Saunterer, New Series, vol. 11,‎ 2003, p. 30-37 (8 pages) (lire en ligne ),
- Elvira Osipova, « The Reception of American Transcendentalism in Russia », American Studies International, vol. 41, nos 1/2,‎ février 2003, p. 112-123 (12 pages) (lire en ligne ),
- Daniel S. Malachuk, « Transcendentalism, Perfectionism, and "Walden" », The Concord Saunterer, New Series, vol. 12/13,‎ 2004-2005, p. 283-303 (21 pages) (lire en ligne ),
- Kenneth Schmitz, « Transcendentalism or Transcendentals? A Critical Reflection on the Transcendental Turn », The Review of Metaphysics, vol. 58, no 3,‎ mars 2005, p. 537-560 (24 pages) (lire en ligne ),
- Joe B. Fulton, « Reason for a Renaissance: The Rhetoric of Reformation and Rebirth in the Age of Transcendentalism », The New England Quarterly, vol. 80, no 3,‎ septembre 2007, p. 383-407 (25 pages) (lire en ligne ),
- Carole Moses, « The Domestic Transcendentalism of Fanny Fern », Texas Studies in Literature and Language, vol. 50, no 1,‎ printemps 2008, p. 90-119 (30 pages) (lire en ligne )
- Naomi Uechi, « Evolving Transcendentalism: Thoreauvian Simplicity in Frank Lloyd Wright's Taliesin and Contemporary Ecological Architecture », The Concord Saunterer, New Series, vol. 17,‎ 2009, p. 73-98 (26 pages) (lire en ligne ),
- Bruce Ronda, « The Concord School of Philosophy and the Legacy of Transcendentalism », The New England Quarterly, vol. 82, no 4,‎ décembre 2009, p. 575-607 (33 pages) (lire en ligne ),

##### Années 2010-2019
- Sabine Remanofsky, « The Fear of Religious and Social Radicalism: The Princeton Critics' Reaction against Transcendentalism », Revue française d'études américaines, no 124,‎ 2010, p. 66-81 (16 pages) (lire en ligne ),
- Naomi Uechi, « Emersonian Transcendentalism in Frank Furness's Pennsylvania Academy of Fine Arts », Soundings: An Interdisciplinary Journal, vol. 94, nos 3/4,‎ hiver 2011, p. 229-255 (27 pages) (lire en ligne ),
- Herwig Friedl, « Recent Political and Cultural Interpretations of Transcendentalism: A Pragmatist Critique », Amerikastudien / American Studies, vol. 57, no 3,‎ 2012, p. 473-489 (17 pages) (lire en ligne ),
- Michael-John DePalma, « Rhetorical Education for the Nineteenth-Century Pulpit: Austin Phelps and the Influence of Christian Transcendentalism at Andover Theological Seminary », Rhetoric Review, vol. 31, no 1,‎ 2012, p. 1-20 (20 pages) (lire en ligne ),
- Ulrike Wagner, « Transcendentalism and the Power of Philology: Herder, Schleiermacher, and the Transformation of Biblical Scholarship in New England », Amerikastudien / American Studies, vol. 57, no 3,‎ 2012, p. 419-445 (27 pages) (lire en ligne ),
- László Tengelyi, « Agonistic World Projects: Transcendentalism Versus Naturalism », The Journal of Speculative Philosophy, vol. 27, no 3,‎ 2013, p. 236-252 (17 pages) (lire en ligne ),
- Bruce Ronda, « "Tender Spirits Set in Ferment": Transcendentalism and the Aesthetics of Conversation », Revue française d'études américaines, no 140,‎ 2014, p. 11-23 (13 pages) (lire en ligne ),
- Joseph Urbas, « In Praise of Second-Rate French Philosophy: Reassessing Victor Cousin's Contribution to Transcendentalism », Revue française d'études américaines, no 140,‎ automne 2014, p. 37-51 (15 pages) (lire en ligne )
- Regina Schober, « America as Network: Notions of Interconnectedness in American Transcendentalism and Pragmatism », Amerikastudien / American Studies, vol. 60, no 1,‎ 2015, p. 97-119 (23 pages) (lire en ligne ),
- Lawrence Buell, Jeffrey S. Cramer, Megan Marshall, « A Modern Lyceum: Thoreau, Transcendentalism, and Education in the 19 th Century and Today », The Concord Saunterer, New Series,, vol. 24,‎ 2016, p. 133-152 (20 pages) (lire en ligne ),
- Nicholas Guardiano, « Ecstatic Naturalism and Aesthetic Transcendentalism on the Creativity of Nature », American Journal of Theology & Philosophy, vol. 37, no 1,‎ janvier 2016, p. 55-69 (15 pages) (lire en ligne ),
- John Shanahan, « Digital Transcendentalism in David Mitchell’s Cloud Atlas », Criticism, vol. 58, no 1,‎ hiver 2016, p. 115-145 (31 pages) (lire en ligne ),
- Nicholas Friesner, « Emerson's Transcendentalism of Common Life », Soundings: An Interdisciplinary Journal, vol. 100, no 2,‎ 2017, p. 143-168 (26 pages) (lire en ligne )
- Nicholas L. Guardiano, « Charles S. Peirce's New England Neighbors and Embrace of Transcendentalism », Transactions of the Charles S. Peirce Society, vol. 53, no 2,‎ printemps 2017, p. 216-245 (30 pages) (lire en ligne ),
- Jennifer Gurley, « Louisa May Alcott as Poet », The New England Quarterly, vol. 90, no 2,‎ juin 2017, p. 198-222 (25 pages) (lire en ligne )
- Austin Bernard Ross, « Confucianism, Transcendentalism, and the "Dao" of Henry David Thoreau », The Concord Saunterer, New Series, vol. 26,‎ 2018, p. 80-124 (45 pages) (lire en ligne ),
- Peter Wirzbick, « Black Transcendentalism: William Cooper Nell, the Adelphic Union, and the Black Abolitionist Intellectual Tradition », Journal of the Civil War Era, vol. 8, no 2,‎ juin 2018, p. 269-290 (22 pages) (lire en ligne ),

#### Articles francophones
- Mathieu Blesson, « Aux origines du transcendantalisme américain : un autre regard sur l'écologie d'aujourd'hui », L'Homme & la Société, no 192,‎ 2014, p. 207-214 (7 pages) (lire en ligne). ,
- Marc Amfreville, Antoine Cazé et Claire Fabre, « VII. Le transcendantalisme (1840-1870) », Histoire de la littérature américaine,‎ 2014, p. 56-49 (7 pages) (lire en ligne).